# The Enemy (Charlie Higson)
The Enemy è un romanzo horror postapocalittico scritto da Charlie Higson. 

## Trama
Il racconto è ambientato a Londra, Regno Unito, dopo una pandemia mondiale che ha infettato tutti gli adulti uccidendoli o rendendoli simili a zombie. Un gruppo di ragazzi lotta per sopravvivere senza evidenti speranze di futuro.

## Edizioni
- Charlie Higson, The Enemy, De Agostini, 2010, ISBN 978-8841861523.